# Kristiansand Zoo and Amusement Park
Il Kristiansand Zoo and Amusement Park è un parco divertimenti, giardino zoologico e faunistico istituito nel comune di Kristiansand, in Norvegia, fondato nel 1966, copre un'area di circa 61 ettari.